# Learjet 35
Dimensions
Le Learjet 35 est un avion d'affaires turbofan construit par Learjet Aircraft Company aux États-Unis. Le Learjet 35 a connu une évolution en Learjet 36.

## Opérateurs

### Civils
Le Learjet 35 est exploité par des propriétaires privés, des compagnies d'aviation d'affaires et de taxi aérien.
- Suisse
  - Garde aérienne suisse de sauvetage : 2 Learjet 35A en service de 1977 à 1987 (HB-VEM Albert Schweitzer et HB-VFB Henry Dunant)

### Militaires
- Arabie saoudite
  - Force aérienne royale saoudienne

- Argentine

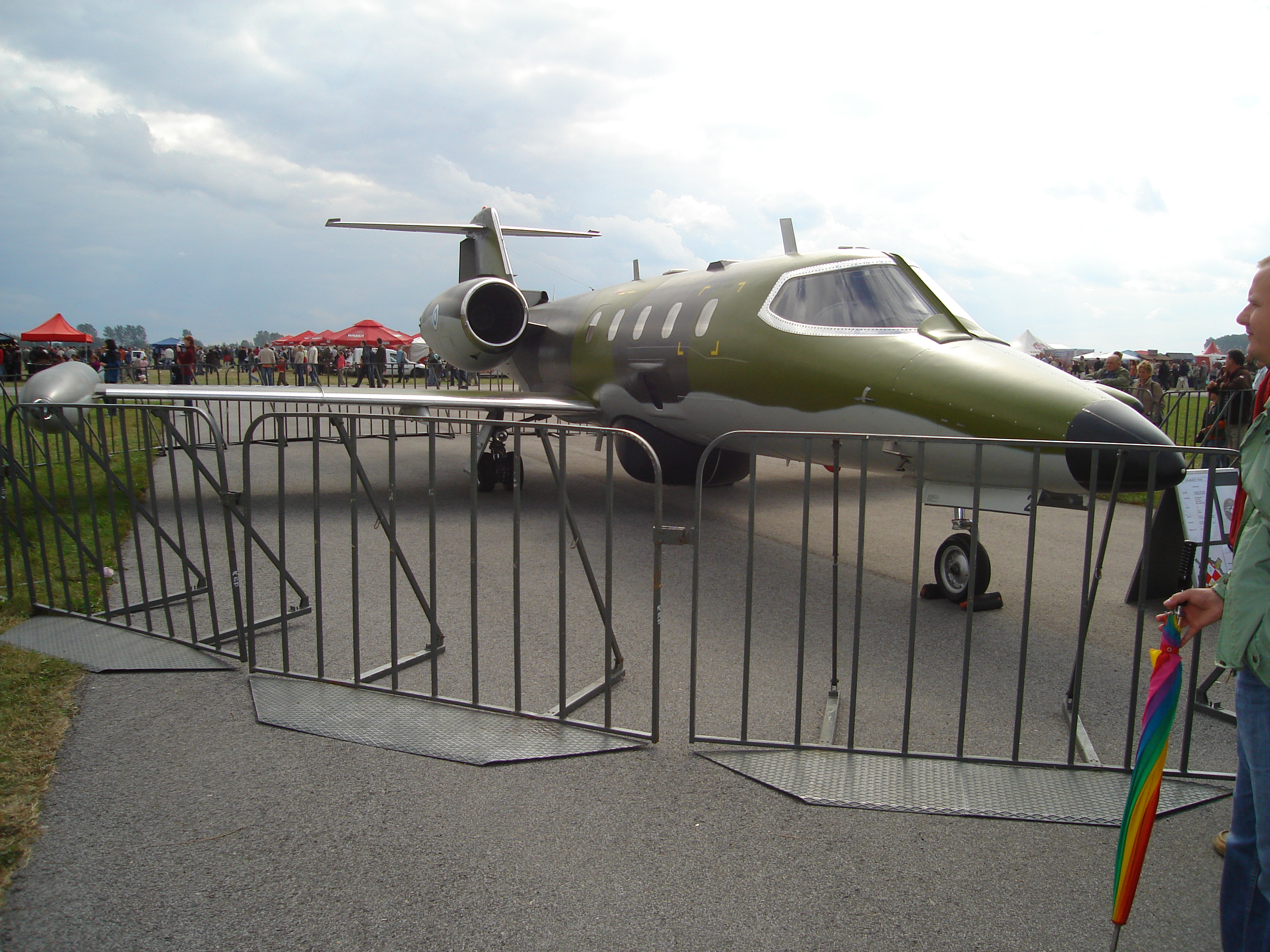
Learjet 35AS AWACS de la Force aérienne finlandaise.

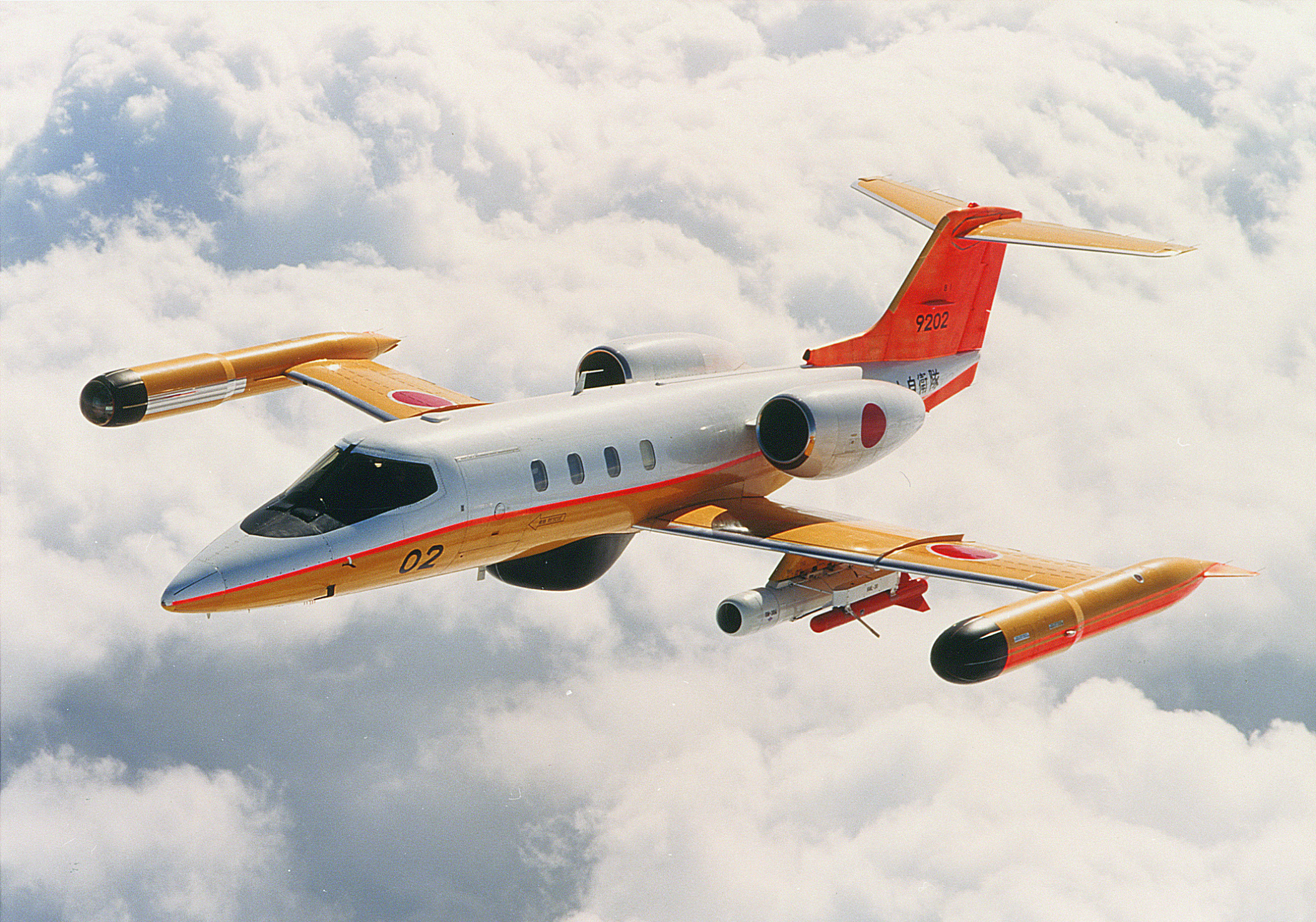
U-36A de la Force maritime d'autodéfense japonaise.

- - Force aérienne argentine : 1 en service en décembre 2016[1].

- Bolivie
  - Force aérienne bolivienne

- Brésil
  - Force aérienne brésilienne : 6 en service en décembre 2016[2].

- Chili
  - Force aérienne chilienne : 2 en service en décembre 2016[3].

- Émirats arabes unis
  - Marine des Émirats arabes unis

- États-Unis
  - United States Air Force : 17 C-21A en service en décembre 2016[4].
  - United States Navy : 2 Learjet 35/36 en service en décembre 2016[5].

- Finlande
  - Force aérienne finlandaise : 3 en service en décembre 2016[6].

- Japon
  - Force maritime d'autodéfense japonaise - 6 Learjet 36A livrés entre mars 1986 et décembre 1993. Désignation U-36A et immatriculations de 9201 a 9206. Deux détruits dans des accidents, le 9203 le 28 février 1991 et le 9202 le 21 mai 2003. Désignation U-36A. Le 9201 est retiré fin 2021. Le 9204 fin 2023. Cérémonie de retrait pour les 9205 et 9206 le 10 mars 2025[7].

- Mexique
  - Force aérienne mexicaine

- Namibie
  - Force aérienne namibienne

- Pérou
  - Force aérienne du Pérou - 1 Learjet 36 en service en décembre 2016[8].

- Suisse
  - Forces aériennes suisses : 2 Learjet 35A en service au sein du Service de transport aérien de la Confédération (STAC) à partir de 1988. L'appareil immatriculé T-782 a été retiré du service en 1996, le T-781, en 2007.

- Thaïlande
  - Force aérienne royale thaïlandaise

## Accidents et incidents impliquant un Learjet 35
- Le 25 octobre 1999, un Learjet 35 de la compagnie SunJet Aviation s'écrase dans le Dakota du sud. L'avion assurait la liaison entre Orlando et Dallas, mais l'accident a lieu très loin de sa destination d'origine. La raison est tragiquement simple, les 6 personnes à bord sont toutes mortes d'hypoxie bien avant l'accident. Le contact a été rapidement perdu par les contrôleurs aériens, l'armée américaine lança alors plusieurs chasseurs F-16 pour intercepter le jet privé. Les chasseurs confirment l'inactivé dans l'appareil. Le Learjet 35 vola en pilote automatique sur plus de 2 000 km, avant de tomber à court de kérosène et de finir sa course dans un champ du Dakota du Sud. A bord se trouvait le célèbre joueur de golf Payne Stewart[9]. L'accident est raconté dans un épisode de la série documentaire Air Crash.
- Le 4 novembre 2007: un Learjet 35A de Air Taxi immatriculé PT-OVC s'écrase sur une maison dans un quartier résidentiel à proximité de l'aéroport du Campo de Marte à São Paulo, au Brésil, après un décollage raté, tuant le pilote, le copilote et 6 personnes au sol[10].
- Le 27 décembre 2021 au soir, un Learjet 35A parti de l'aéroport John-Wayne s'écrase dans la ville d'El Cajon du comté de San Diego, les quatre personnes à bord décèdent [11].